# Palais des Cigognes
 (octobre 2021).
Le palacio de las Cigüeñas (palais des Cigognes) ou Casa de los Caceres-Ovando est un bâtiment historique du XVe siècle situé dans le centre historique de la ville espagnole de Cáceres. Il doit ce nom au grand nombre de cigognes qui nichaient sur sa grande tour fortifiée. À l'intérieur il y a une cour gothique  .

## Usages
Il a été transformé dans les années 1940 pour accueillir le siège du Gouvernement Militaire[5] et il est actuellement en possession du Ministère de Défense. En plus d'héberger des bureaux administratifs militaires, il est ouvert au public comme centre culturel dans lequel se trouvent un musée militaire et des salles d'expositions,. En 2018 il a également ouvert au public sa tour, de grande valeur paysagère par les vues qu'il offre sur le quartier ancien de la ville.